# The All-American Rejects

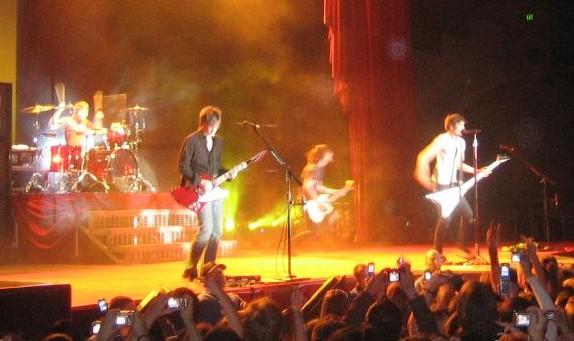
The All-American Rejects 2006

The All-American Rejects —en español: Los típicos estadounidenses rechazados— es una banda de rock alternativo estadounidense formada en Stillwater, Oklahoma en 1999. La banda está formada por el vocalista líder y bajista Tyson Ritter, los guitarristas Nick Wheeler y Mike Kennerty, y el baterista Chris Gaylor. Han vendido más de 10 millones de copias hasta el momento. En diciembre de 2019 el grupo compartió en su cuenta de Instagram (@therejects) sus estadísticas de Spotify, agradeciendo haber tenido 168,1 millones de reproducciones ese año por parte de 20,4 millones de personas. En diciembre de 2020, sus estadísticas aumentaron, obteniendo 185,2 millones de reproducciones por parte de 23,1 millones de personas. Además de poder encontrar su música en álbumes físicos, podemos escucharles en plataformas digitales como Spotify, Apple Music, Amazon Music, Youtube Music, Deezer y Tidal. En noviembre de 2020 publicaron su último sencillo "Me vs. The World", con el fin de recaudar fondos para los músicos afectados por la Covid-19.

## Biografía

### 1999–2000: Los comienzos de la banda
The All-American Rejects se formó en Stillwater, Oklahoma. Inicialmente estaba compuesta solo por Tyson Ritter y Nick Wheeler. Estos le dieron el nombre a la banda a partir de dos ideas: "The All-Americans" y "The Rejects". La banda, aun sin mucha popularidad, se va de gira junto con el baterista Tim Campbell, el cual dejaría pronto la banda.

### 2001–2004: Éxito comercial
En el verano del 2001, lanzan su EP Same Girl, New Songs y comienzan a hacer giras por Estados Unidos. Para cuando habían terminado la gira, ya habían firmado contrato con Doghouse Records, la misma discográfica de bandas como River City High y The Get Up Kids.
Mike Kennerty (guitarrista y vocalista) y Chris Gaylor (batería, y percusión) se unen a la banda en el 2002. Ese año, con la ayuda del productor Tim O'Heir (quien había trabajado en el pasado con bandas como Superdrag, Sebadoh, y Juliana Hatfield), la banda graba su disco debut a nivel internacional. En ese disco aparece el sencillo "Swing, Swing," con el cual la banda ganó en popularidad (tal fue el caso, que muchos hablaban del grupo como una "banda de un solo éxito"). El disco que llevaba el nombre de la banda, salió a la venta el 15 de octubre de 2001. Swing Swing aparece como canción para interpretar en el videojuego LEGO ROCKBAND.

### 2005–2006:Move Along
El 12 de julio de 2005 editan Move Along, que incluía el sencillo "Dirty Little Secret". Ese mismo año, la banda se vio obligada a cancelar varias actuaciones, incluyendo una gira Europea entera, al acabar la gira el teclista Tim Jordan se suicida.
El segundo sencillo "Move Along" se lanzó en enero de 2006. unas pocas semanas después de que apareciera el videoclip, estaba en el ranking de TRL, alcanzando el primer lugar por cuatro días consecutivos. Irónicamente en el Billboard Hot 100, el tema no alcanzó la cima hasta junio. "Move Along" fue luego nominada como Mejor edición en un Video y Mejor Video de Grupo en los 2006 Video Music Awards, premio el cual ganaron.
Debido a la popularidad de la banda, los All-American Rejects comenzaron a recibir invitaciones para participar en videojuegos. "Night Drive," está incluida en el videojuego Madden NFL 2006; y "Top of the World" estaba incluida en el juego de carreras Burnout: Revenge. También comenzaron a sonar en anuncios. En julio de 2006, su sencillo "Move Along" fue usado en una campaña publicitaria de Bionicle, cuyo video se encuentra en bionicle (www.bionicle.com). La canción "Change Your Mind" fue usada en una publicidad de T-Mobile.
En agosto de 2006 su cuarto sencillo, "It Ends Tonight", fue lanzado. El video del tema hizo su debut en el Reino Unido el 28 de agosto de 2006. "It Ends Tonight" alcanzó el puesto #10 en su debut en el Top20 de VH1.
La banda ha estado de gira con Fall Out Boy, Hawthorne Heights, From First to Last, The Hush Sound y October Fall en el "Black Clouds and Underdogs Tour". Recientemente terminaron la gira "Tournado" con Motion City Soundtrack, The Starting Line, The Format, Gym Class Heroes y Boys Like Girls.
Para promocionarse, lanzaron un EP titulado Bite Back que se puede adquirir en iTunes, y acordaron tomarse un descanso tras la gira.
Su tema "Move Along" se pudo escuchar en la Super Bowl XLI durante el 3.º cuarto
Su sencillo Dirty Little Secret fue utilizado al principio de la película Gigolo por Accidente y al final de la película "John Tucker Must Die"o todas contra el en español y también hace parte de la banda sonora de Pro Evolution Soccer 2010, Además "Dirty Little Secret" también fue una de las canciones incluidas en el famoso videojuego ROCKBAND.
Las canciones Dirty Little Secret y Move Along aparecieron en la comedia "She's the man".
Además, "Dirty Little Secret" aparece en el episodio 16 de la 5.ª temporada de "Smallville", e "It Ends Tonight" hace lo propio en el 3.º episodio de la 6.ª temporada de la misma serie.

### 2008-2009:When The World Comes Down
Desde finales de 2007 la banda ya planeaba su tercer álbum de estudio que iba a alejarse bastante de su estilo pop punk y acercarse más al pop rock o rock alternativo. A mediados de julio se veían ya en internet videos de conciertos de sus nuevas canciones, aunque todavía no tenían nombre para el nuevo disco. A finales de agosto de 2008 se reveló que el nombre del disco sería When The World Comes Down y que incluiría como primer sencillo el tema "Gives You Hell". El 5 de septiembre de 2009 comienza su tour When The World Comes Down en Seattle y termina en octubre 26 del mismo año en Hamburgo, alternándolo con el tour de regreso de blink-182 "Summer 2009", en el que compartirán escenario además con Fall out boy, Asher Roth y Creamy N Crunchy.
"Gives You Hell" también aparece en la 2.ª mitad de la primera temporada de la exitosa serie Glee, interpretada por Rachel Berry (Lea Michele) en el capítulo titulado Hell-O.

### 2012:Kids In The Street
En 2011 la banda comenzó a grabar el cuarto disco. El 3 de diciembre se lanzó el vídeo de promoción para el cuarto disco llamado "Someday's Gone" y fue realizado dos días después, con la descarga en la página oficial.
El 16 de diciembre se dio a conocer que el nombre del álbum sería Kids in the Street y se dio a conocer también la lista de canciones, y primer sencillo oficial del álbum sería "Beekeeper's Daughter" mismo que se estrenó el 31 de enero.
El 26 de marzo de 2012 la banda lanza su cuarto disco.

### Sencillos posteriores
Aunque no han vuelto a sacar un nuevo disco, la banda ha continuado publicando sencillos en las plataformas digitales. El 30 de octubre de 2015 publicaron "There's a Place", el 7 de julio de 2017 anunciaron el sencillo "Sweat", el 10 de agosto de 2018 añadieron "Stay - Demo" y el 16 de julio de 2019 sorprendieron a sus fans con "Send Her To Heaven", que tuvo muy buena acogida. Finalmente, el 20 de noviembre de 2020 publicaron "Me vs. The World" con fines benéficos, ya que con el dinero recaudado quieren ayudar a artistas que se han visto perjudicados por la pandemia de la Covid-19.

### 2020: Faves
El 21 de agosto de 2020 la banda publicó en su perfil de Spotify (The All-American Rejects) un álbum en el que recopilan sus canciones favoritas de sus cuatro álbumes de estudio ("The All-American Rejects", "Move Along", "When the World Comes Down" y "Kids in the Street"). Contiene 14 canciones. 

## Miembros

### Tyson Jay Ritter
De nombre Tyson Jay Ritter, (nacido el 24 de abril de 1984 en Stillwater, Oklahoma). Vocalista y líder de la banda, y suele tocar también el bajo. Graduado de Stillwater High School. Posee su propia línea de ropa llamada "Butter the Clothes".
También ha participado en:
```
"Unplugged", acompañando a 
Bon Jovi
 en 
MTV
.
"House Bunny" (una conejita en el campus), en la que era el joven querido por una de las personajes principales.
"Cupcake Wars" como jurado para el lanzamiento de su disco "Kids in the Street".
"House MD" ep. 17 de la 3.ª temp. , como el mismo en una sesión fotográfica durante el introducción del capítulo.
```

### Nick Wheeler
De nombre Nickolas Don Wheeler (nacido el 20 de marzo de 1982 en Stillwater, Oklahoma). Toca guitarra, piano, coro, bajo, batería en el grupo. Generalmente usa una Gibson Firebird.

### Mike Kennerty
Michael Brian Kennerty (nacido el 20 de julio de 1980 en Edmond, Oklahoma) toca la guitarra y hace algunos coros. Él también es fundador y guitarrista de la banda de punk These Enzymes. Mike produjo y tocó la guitarra para el álbum de Ben Weasel, These Ones Are Bitter.

### Chris Gaylor
Christopher James Gaylor  (nacido el 11 de abril de 1979). Es el baterista de la banda. También es el fundador y batería de la banda de punk These Enzymes. (Muy buen amigo de la banda Tough Road) normalmente reside en  Edmond, Oklahoma con Mike Kennerty, que es su compañero de banda en The All-American Rejects. Recientemente ha tocado la batería en el álbum de Ben Weasel, These Ones Are Bitter.

### Matt Rubano
Nació el 10 de marzo de 1977 en Baldwin, Nueva York. Es el bajista de la banda Taking Back Sunday.

## Discografía

### Álbumes
- The All-American Rejects (15 de octubre de 2002) Nº25 en Estados Unidos
- Move Along (12 de julio de 2005) N.º 6 en Estados Unidos
- When The World Comes Down (16 de diciembre de 2008) Nº15 en Estados Unidos
- Kids in the Street (2012) (26 de marzo de 2012) Nº18 en Estados Unidos

### EP
- Same Girl, New Songs EP (17 de mayo de 2001)
- The Bite Back EP (13 de diciembre de 2005)
- The All-American Rejects Soundcheck Vol. 1 (16 de diciembre de 2008)
- Gives You Hell: The Remixes (3 de febrero de 2009)
- The All-American Rejects Soundcheck Vol. 2 (10 de febrero de 2009)
- The Wind Blows: The Remixes (2 de junio de 2009)
- I Wanna: The Remixes (11 de agosto de 2009)
- Flatline EP (13 de noviembre de 2012)

### DVD
- Live from Oklahoma...The Too Bad For Hell DVD! (30 de septiembre de 2003)
- Tournado Tour DVD (17 de julio de 2007)

### Sencillos
| 2002 | "Swing, Swing"        | 8            | 60  | 13 | -  | The All-American Rejects  |   |              |         |   |   |   |   |   |
| 2003 | "The Last Song"       | 29           | -   | 69 | -  | The All-American Rejects  |   |              |         |   |   |   |   |   |
| 2003 | "My Paper Heart"      | -            | -   | -  | -  | The All-American Rejects  |   |              |         |   |   |   |   |   |
| 2003 | "Time Stands Still"   | -            | -   | -  | -  | The All-American Rejects  |   |              |         |   |   |   |   |   |
| 2005 | "Dirty Little Secret" | -            | 9   | 18 | 4  | Move Along                |   |              |         |   |   |   |   |   |
| 2006 | "Move Along"          | -            | 15  | 42 | 12 | Move Along                |   |              |         |   |   |   |   |   |
| 2006 | "Top of the World"    | -            | -   | -  | -  | Move Along                |   |              |         |   |   |   |   |   |
| 2006 | "It Ends Tonight"     | -            | 8   | 66 | 7  | Move Along                |   |              |         |   |   |   |   |   |
| 2008 | "Gives You Hell"      | 25           | 4   | 18 | 2  | When The World Comes Down |   |              |         |   |   |   |   |   |
| 2009 | "The Wind Blows"      | -            | 113 | -  | -  | When The World Comes Down | - | -            | -       |   |   |   |   |   |
| 2009 | "I Wanna"             | -            | -   | -  | -  | When The World Comes Down |   |              |         |   |   |   |   |   |
| 2009 | 2010                  | "The Poison" | -   | -  | -  | When The World Comes Down | - | Almost Alice |         |   |   |   |   |   |
| 2012 | "Kids in the Street"  | -            | -   | -  | -  | Kids in the Street        | - | 2017         | "Sweat" | - | - | - | - | - |